# Dontostemon perennis
Dontostemon perennis är en korsblommig växtart som beskrevs av Carl Anton von Meyer. Dontostemon perennis ingår i släktet Dontostemon och familjen korsblommiga växter. Inga underarter finns listade i Catalogue of Life.